# Antonio Montiel
José Antonio Montiel Márquez (Jaén, 1958) es un abogado, politólogo y profesor universitario español de Ciencia Política y de la Administración en la Universidad de Valencia. Fue secretario general de Podemos en la Comunidad Valenciana y cabeza de lista a las Cortes Valencianas por ese partido en las elecciones de mayo de 2015.

## Biografía
Nacido en 1958 en Jaén, Antonio Montiel es licenciado en Derecho por la Universidad de Valencia (UV), en Ciencias Políticas por la UNED y tiene un máster en Gestión y Análisis de Políticas Públicas. Es funcionario de carrera de la administración local con habilitación de carácter estatal en activo y funcionario en excedencia de la Generalidad Valenciana. Fue el primer gerente de la Oficina de rehabilitación del Centro Histórico de Valencia (Plan RIVA para Ciutat Vella) fruto de un convenio de colaboración entre la Generalidad Valenciana y el Ayuntamiento de Valencia.
Desde 2006 es profesor asociado en el departamento de Derecho Constitucional, Ciencia Política y de la Administración de la UV. Ha sido codirector del Diploma Universitario sobre “Participación política, Gestión y Desarrollo en el ámbito local” (tres ediciones) y del Master Universitario en “Poder Local, Desarrollo y Movimientos Sociales” (una edición) todos ellos impartidos en Quito (Ecuador) a través de sendos convenios entre la Universidad Politécnica Salesiana y la Universitat de Valencia. 
Es secretario municipal en excedencia del municipio valenciano de Albal y socio director del despacho Montiel-Pérez Abogados.
Al margen de su trayectoria profesional, Montiel ha tenido puestos directivos en la Fundación Centro de Estudios Políticos y Sociales (CEPS). Además es miembro fundador de Per l'Horta (una asociación sin ánimo de lucro para la defensa, conservación y estudio de la Huerta de Valencia), en la que ha sido portavoz, y miembro del consejo estatal de Greenpeace. Fue redactor y promotor de la primera Iniciativa Legislativa Popular de la Comunitat Valenciana cuyo objeto era la aprobación de un texto legal de protección y promoción de la Huerta de Valencia y su área metropolitana. 
También ha participado en la presentación a las Cortes Valencianas de una Iniciativa Legislativa Popular para una radio y televisión pública en valenciano. Es autor y coautor de varios libros y colaborador habitual de prensa y radio.
Fue Secretario General de la organización política PODEMOS (PODEM en la Comunitat Valenciana) entre el 14 de febrero de 2015 y el 22 de mayo de 2017, cuando convocó una Asamblea Ciudadana Autonómica de carácter extraordinario para la elección de una nueva dirección, proceso al que renunció a concurrir. En las elecciones a las Cortes Valencianas de 2015 fue el candidato de dicha organización a la presidencia de la Generalidad Valenciana. 
Es autor y coautor de varios libros y de artículos en revistas especializadas en materia de Ordenación del Territorio y Urbanismo, Organización y Cooperación Territorial, Participación ciudadana y Movimientos sociales.